# Hatsune Miku: Project Mirai DX
Hatsune Miku: Project Mirai DX (初音ミク Project mirai でらっくす?) es un videojuego de ritmo desarrollado por Sega y Crypton Future Media para la consola Nintendo 3DS. Es la secuela del juego Hatsune Miku: Project Mirai 2 y un juego derivado de la serie Hatsune Miku: Project DIVA. Al igual que los demás títulos de la serie, el juego usa Vocaloids, una serie de programas informáticos sintetizadores de canto, y las canciones creadas usando estos Vocaloids, especialmente las de la cantante virtual Hatsune Miku. Por otra parte, es el segundo juego en incluir a la Vocaloid creada por Internet Co., Ltd., GUMI Megpoid. El juego salió a la venta el 28 de mayo de 2015 en Japón, el 8 de septiembre de 2015 en América y el 11 de ese mismo mes en Europa.

## Modo de juego
Project Mirai DX ofrece dos estilos de juego a elección del jugador: Modo botón y Modo táctil. Todas las canciones se pueden reproducir en ambos modos, con tres grados de dificultad por cada modo haciendo un total de seis variaciones por pista.